# جام ملت‌های اروپا ۲۰۱۲
جام ملت‌های اروپا ۲۰۱۲ یا یورو ۲۰۱۲ چهاردهمین دوره مسابقات جام ملت‌های اروپا است که در تاریخ ۸ ژوئن تا ۱ ژوئیه سال ۲۰۱۲ و در کشورهای لهستان و اوکراین برگزار شد.
این سومین دوره از مسابقات یورو بود که به‌طور مشترک توسط دو کشور میزبانی شد. پیش از آن در جام ملت‌های اروپا ۲۰۰۰ (بلژیک و هلند) و جام ملت‌های اروپا ۲۰۰۸ (اتریش و سوئیس) میزبان به‌طور مشترک از دو کشور بود. در مجموع ۱۶ تیم در این دوره حضور داشتند. لهستان و اوکراین به‌عنوان میزبان در مسابقات حضور داشتند؛ ۱۴ تیم باقی‌مانده در بازی‌های مقدماتی انتخاب شدند. اکثر کارشناسان معتقد بودند اسپانیا، قهرمان جام جهانی ۲۰۱۰ آفریقای جنوبی، از بخت بیشتری برای قهرمانی برخوردار است که پیش‌بینی آنان نیز درست بوده‌است.

## انتخاب میزبان
در جلسه کمیته اجرایی یوفا در شهر کاردیف در تاریخ ۱۸ آوریل ۲۰۰۷ لهستان و اوکراین به‌طور مشترک به عنوان میزبانان جام ملت‌های اروپا در سال ۲۰۱۲ انتخاب شدند. پیشنهادهای دیگر از کشورهای ایتالیا و کرواسی-مجارستان (به‌طور مشترک) بود، که در نهایت لهستان و اوکراین به عنوان سومین میزبانان مشترک جام معرفی شدند.

## تیم‌های حاضر و ترکیب
۱۶ تیم حاضر در مرحلهٔ نهایی این تورنمنت، عبارتند از:
| کشور          | راه‌یافته به‌عنوان           | تاریخ قطعی شدن صعود | تعداد حضور در مسابقات پیشین۱                                         |
| ------------- | -------------------------- | ------------------- | -------------------------------------------------------------------- |
| لهستان        | یکی از میزبان‌ها            | ۱۸ آوریل ۲۰۰۷       | ۱ (۲۰۰۸)                                                             |
| اوکراین       | یکی از میزبان‌ها            | ۱۸ آوریل ۲۰۰۷       | ۰ (نخستین حضور)                                                      |
| آلمان         | برندهٔ گروه A مرحلهٔ انتخابی | ۲ سپتامبر ۲۰۱۱      | ۱۰ (۱۹۷۲۴، ۱۹۷۶۴، ۱۹۸۰۴، ۱۹۸۴۴، ۱۹۸۸۴، ۱۹۹۲، ۱۹۹۶، ۲۰۰۰، ۲۰۰۴، ۲۰۰۸) |
| روسیه         | برندهٔ گروه B مرحلهٔ انتخابی | ۱۱ اکتبر ۲۰۱۱       | ۹ (۱۹۶۰۵، ۱۹۶۴۵، ۱۹۶۸۵، ۱۹۷۲۵، ۱۹۸۸۵، ۱۹۹۲۶، ۱۹۹۶، ۲۰۰۴، ۲۰۰۸)       |
| ایتالیا       | برندهٔ گروه C مرحلهٔ انتخابی | ۶ سپتامبر ۲۰۱۱      | ۷ (۱۹۶۸، ۱۹۸۰، ۱۹۸۸، ۱۹۹۶، ۲۰۰۰، ۲۰۰۴، ۲۰۰۸)                         |
| فرانسه        | برندهٔ گروه D مرحلهٔ انتخابی | ۱۱ اکتبر ۲۰۱۱       | ۷ (۱۹۶۰، ۱۹۸۴، ۱۹۹۲، ۱۹۹۶، ۲۰۰۰، ۲۰۰۴، ۲۰۰۸)                         |
| هلند          | برندهٔ گروه E مرحلهٔ انتخابی | ۶ سپتامبر ۲۰۱۱      | ۸ (۱۹۷۶، ۱۹۸۰، ۱۹۸۸، ۱۹۹۲، ۱۹۹۶، ۲۰۰۰، ۲۰۰۴، ۲۰۰۸)                   |
| یونان         | برندهٔ گروه F مرحلهٔ انتخابی | ۱۱ اکتبر ۲۰۱۱       | ۳ (۱۹۸۰، ۲۰۰۴، ۲۰۰۸)                                                 |
| انگلستان      | برندهٔ گروه G مرحلهٔ انتخابی | ۷ اکتبر ۲۰۱۱        | ۷ (۱۹۶۸، ۱۹۸۰، ۱۹۸۸، ۱۹۹۲، ۱۹۹۶، ۲۰۰۰، ۲۰۰۴)                         |
| دانمارک       | برندهٔ گروه H مرحلهٔ انتخابی | ۱۱ اکتبر ۲۰۱۱       | ۷ (۱۹۶۴، ۱۹۸۴، ۱۹۸۸، ۱۹۹۲، ۱۹۹۶، ۲۰۰۰، ۲۰۰۴)                         |
| اسپانیا       | برندهٔ گروه I مرحلهٔ انتخابی | ۶ سپتامبر ۲۰۱۱      | ۸ (۱۹۶۴، ۱۹۸۰، ۱۹۸۴، ۱۹۸۸، ۱۹۹۶، ۲۰۰۰، ۲۰۰۴، ۲۰۰۸)                   |
| سوئد          | بالاترین امتیاز تیم‌های دوم | ۱۱ اکتبر ۲۰۱۱       | ۴ (۱۹۹۲، ۲۰۰۰، ۲۰۰۴، ۲۰۰۸)                                           |
| کرواسی        | برندهٔ پلی‌آف                | ۱۵ نوامبر ۲۰۱۱      | ۳ (۱۹۹۶، ۲۰۰۴، ۲۰۰۸)                                                 |
| جمهوری چک     | برندهٔ پلی‌آف                | ۱۵ نوامبر ۲۰۱۱      | ۷ (۱۹۶۰۳، ۱۹۷۶۳،۱۹۸۰۳، ۱۹۹۶، ۲۰۰۰، ۲۰۰۴، ۲۰۰۸)                       |
| پرتغال        | برندهٔ پلی‌آف                | ۱۵ نوامبر ۲۰۱۱      | ۵ (۱۹۸۴، ۱۹۹۶، ۲۰۰۰، ۲۰۰۴، ۲۰۰۸)                                     |
| جمهوری ایرلند | برندهٔ پلی‌آف                | ۱۵ نوامبر ۲۰۱۱      | ۱ (۱۹۸۸)                                                             |

۱ سال‌های توپر، نشان‌دهندهٔ قهرمانی کشور نام‌برده، در مسابقات است.
۲ سال‌های مورب، نشان‌دهندهٔ میزبانی (مشارکت در میزبانی) کشور نام‌برده، در مسابقات است.
۳ به‌عنوان چک‌اسلواکی
۴ به‌عنوان آلمان غربی
۵ به‌عنوان اتحاد جماهیر شوروی
۶ به‌عنوان کشورهای مستقل مشترک‌المنافع

## ورزشگاه‌ها
| ورشو                               | پوزنان                            | گدانسک                            | وروتسواف                            |
| ---------------------------------- | --------------------------------- | --------------------------------- | ----------------------------------- |
| ورزشگاه ملی ورشو ظرفیت: ۵۸٬۵۰۰     | ورزشگاه شهری پوزنان ظرفیت: ۴۳٬۲۶۹ | ورزشگاه پی‌جی‌ئی آرنا ظرفیت: ۴۳٬۶۱۵ | ورزشگاه شهری وروتسواف ظرفیت: ۴۲٬۷۷۱ |
|                                    |                                   |                                   |                                     |
|                                    |                                   |                                   |                                     |
| کی‌یف                               | دونتسک                            | خارکوف                            | لووف                                |
| ورزشگاه ملی المپیسکی ظرفیت: ۷۰٬۰۵۰ | ورزشگاه دونباس آرنا ظرفیت: ۵۱٬۵۰۴ | ورزشگاه متالیست ظرفیت: ۳۸٬۶۳۳     | ورزشگاه لووف آرنا ظرفیت: ۳۴٬۹۱۵     |
|                                    |                                   |                                   |                                     |

## مرحله مقدماتی
مرحله مقدماتی جام ملت‌های اروپا ۲۰۱۲ با حضور ۳۶ تیم از سپتامبر ۲۰۱۰ تا نوامبر ۲۰۱۱ برگزار شده و ۱۴ تیم به مرحله اصلی و گروهی این دوره از مسابقات صعود کردند که به همراه کشورهای اوکراین و لهستان (میزبان‌ها) ۱۶ تیم این دوره از جام ملت‌های اروپا را تشکیل دهند.

## داوران
یوفا در ۲۰ دسامبر ۲۰۱۱ داوران جام ملت‌های اروپا ۲۰۱۲ را اعلام کرد.
با اضافه شدن داور دروازه، در روال داوری این دوره از جام ملت‌های اروپا تغییر بزرگی انجام پذیرفته‌است. نام رسمی این داور در یوفا "Additional assistant referee" است که مهم‌ترین وظیفهٔ او نظارت بر دروازه‌است.
| کشور     | داوران                |
| -------- | --------------------- |
| انگلستان | هاوارد وب             |
| فرانسه   | استفان لنوی           |
| آلمان    | ولفگانگ اشتارک        |
| مجارستان | ویکتور کازای          |
| ایتالیا  | نیکولا ریتزولی        |
| هلند     | بیورن کویپرس          |
| پرتغال   | پدرو پروئنکا          |
| اسکاتلند | کرگ تامسون            |
| اسلوونی  | دامیر اسکومینا        |
| اسپانیا  | کارلوس ولاسکو کاربایو |
| سوئد     | یوناس اریکسون         |
| ترکیه    | جونیت چاکیر           |

داوران چهارم
| کشور      | داوران چهارم    |
| --------- | --------------- |
| جمهوری چک | پاول کرالووچ    |
| نروژ      | تام هارالد هاگن |
| لهستان    | مارسین بورسکی   |
| اوکراین   | ویکتور شوتسوف   |

## سبدبندی
| گلدان ۱                             | گلدان ۲                              | گلدان ۳                          | گلدان ۴                                 |
| ----------------------------------- | ------------------------------------ | -------------------------------- | --------------------------------------- |
| - اوکراین - لهستان - اسپانیا - هلند | - آلمان - ایتالیا - انگلستان - روسیه | - کرواسی - یونان - پرتغال - سوئد | - دانمارک - فرانسه - چک - جمهوری ایرلند |

## مرحله گروهی
1. تفاوت امتیازها
2. ضمن برابری امتیازهای دو تیم یا بیشتر: تفاوت گل‌های زده و خورده طی مقایسه مستقیم تیم‌های مربوطه
3. ضمن برابری امتیازهای دو تیم یا بیشتر: تعداد گل‌های زده طی مقایسه مستقیم تیم‌های مربوطه

۴- اگر در مرحله‌های ۱ تا ۳ نتیجه مساوی بماند این‌بار مراحل ۱ تا ۳ تکرار می‌شوند ولی از ابتدا مقایسه مستقیم تیم‌ها مضافاً اعمال می‌شود. نمونه: تفاوت امتیازها + مقایسه مستقیم و غیره
1. تفاوت گل‌های زده و خورده
2. بیشترین تعداد گل‌های زده
3. ضریب یوفا
4. امتیاز فیرپلی تا آخرین روز مرحله گروهی
5. حکم قرعه

| راهنمای رنگ‌های جدول گروه‌ها                |
| ----------------------------------------- |
| دو تیم اول به یک چهارم نهایی صعود می‌کنند. |
| دو تیم آخر از مسابقات حذف می‌شوند.         |

#### گروه A
| تیم    | بازی | برد | مساوی | باخت | زده | خورده | تفاضل | امتیاز |
| ------ | ---- | --- | ----- | ---- | --- | ----- | ----- | ------ |
| چک     | ۳    | ۲   | ۰     | ۱    | ۴   | ۵     | ۱-    | ۶      |
| یونان  | ۳    | ۱   | ۱     | ۱    | ۳   | ۳     | ۰     | ۴      |
| روسیه  | ۳    | ۱   | ۱     | ۱    | ۵   | ۳     | ۲+    | ۴      |
| لهستان | ۳    | ۰   | ۲     | ۱    | ۲   | ۳     | ۱-    | ۲      |

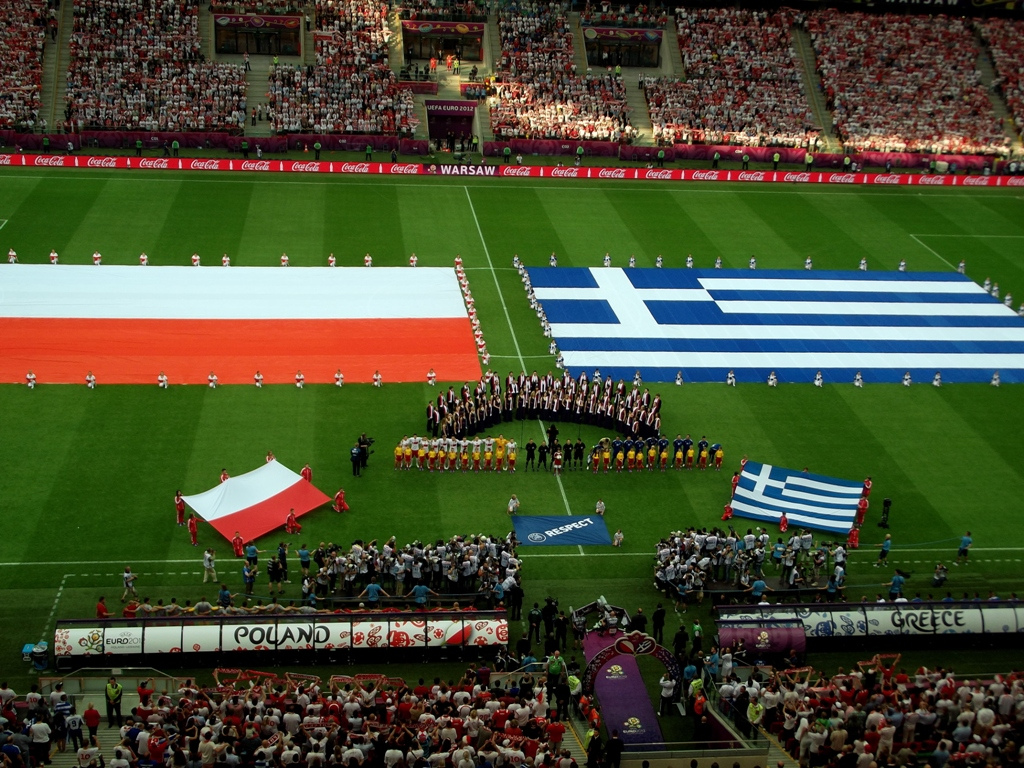
دیدار افتتاحیه بین دو تیم لهستان و یونان

یونان به دلیل نتیجهٔ دیدار رو در رو مقابل روسیه (۱–۰) بالاتر از آن قرار گرفت. 

#### گروه D

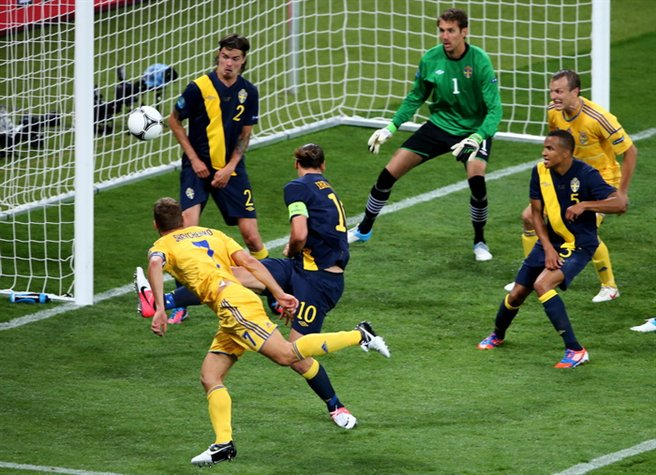
گل دوم آندری شوچنکو در دیدار دو تیم اوکراین و سوئد

#### گروه B

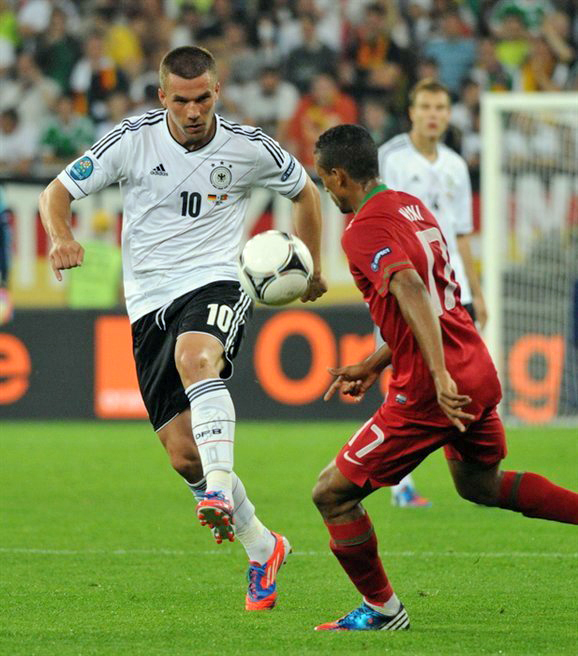
لوکاس پودولسکی و نانی در دیدار دو تیم آلمان و پرتغال

| تیم     | بازی | برد | مساوی | باخت | زده | خورده | تفاضل | امتیاز |
| ------- | ---- | --- | ----- | ---- | --- | ----- | ----- | ------ |
| آلمان   | ۳    | ۳   | ۰     | ۰    | ۵   | ۲     | ۳+    | ۹      |
| پرتغال  | ۳    | ۲   | ۰     | ۱    | ۵   | ۴     | ۱+    | ۶      |
| دانمارک | ۳    | ۱   | ۰     | ۲    | ۴   | ۵     | ۱-    | ۳      |
| هلند    | ۳    | ۰   | ۰     | ۳    | ۲   | ۵     | ۳-    | ۰      |

#### گروه C

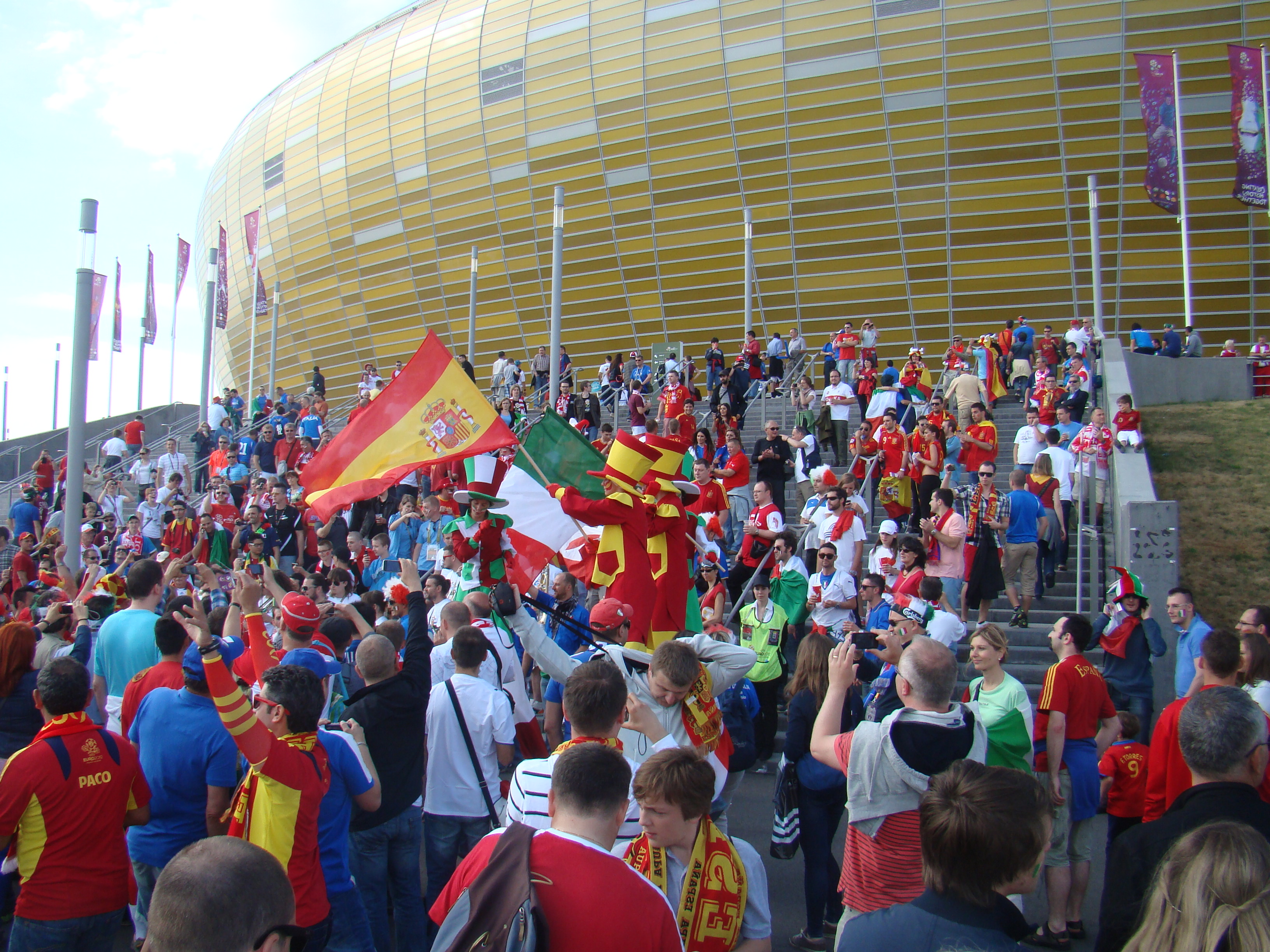
هواداران بیرون ورزشگاه پی جی ئی آرنا در دیدار مرحله گروهی اسپانیا و ایتالیا

| تیم           | بازی | برد | مساوی | باخت | زده | خورده | تفاضل | امتیاز |
| ------------- | ---- | --- | ----- | ---- | --- | ----- | ----- | ------ |
| اسپانیا       | ۳    | ۲   | ۱     | ۰    | ۶   | ۱     | ۵+    | ۷      |
| ایتالیا       | ۳    | ۱   | ۲     | ۰    | ۴   | ۲     | ۲+    | ۵      |
| کرواسی        | ۳    | ۱   | ۱     | ۱    | ۴   | ۳     | ۱+    | ۴      |
| جمهوری ایرلند | ۳    | ۰   | ۰     | ۳    | ۱   | ۹     | ۸-    | ۰      |

## مرحله حذفی

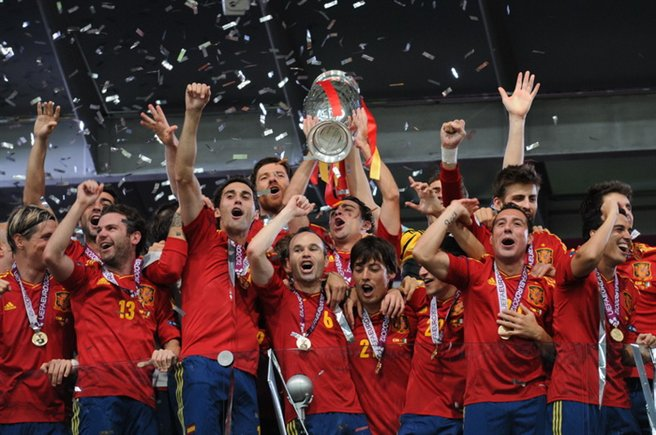
شادی بازیکنان اسپانیا پس از قهرمانی

|  | یک‌چهارم پایانی | یک‌چهارم پایانی |                |       | نیمه‌پایانی | نیمه‌پایانی |  |  | پایانی | پایانی |
|  |                |                |                |       |            |            |  |  |        |        |
|  | ۱ تیر - ورشو   |                |                |       |            |            |  |  |        |        |
|  |                |                |                |       |            |            |  |  |        |        |
|  | چک             | ۰              |                |       |            |            |  |  |        |        |
|  | چک             | ۰              | ۷ تیر - دونتسک |       |            |            |  |  |        |        |
|  | پرتغال         | ۱              |                |       |            |            |  |  |        |        |
|  | پرتغال         | ۱              | پرتغال         | ۰ (۲) |            |            |  |  |        |        |
|  | ۳ تیر - دونتسک |                | پرتغال         | ۰ (۲) |            |            |  |  |        |        |
|  |                | اسپانیا        | ۰ (۴)          |       |            |            |  |  |        |        |
|  | اسپانیا        | اسپانیا        | ۰ (۴)          | ۲     |            |            |  |  |        |        |
|  | اسپانیا        |                | ۱۱ تیر - کی‌یف  | ۲     |            |            |  |  |        |        |
|  | فرانسه         | ۰              |                |       |            |            |  |  |        |        |
|  | فرانسه         | ۰              | اسپانیا        | ۴     |            |            |  |  |        |        |
|  | ۲ تیر - گدانسک |                | اسپانیا        | ۴     |            |            |  |  |        |        |
|  |                | ایتالیا        | ۰              |       |            |            |  |  |        |        |
|  | آلمان          | ایتالیا        | ۰              | ۴     |            |            |  |  |        |        |
|  | آلمان          | ۸ تیر - ورشو   |                | ۴     |            |            |  |  |        |        |
|  | یونان          | ۲              |                |       |            |            |  |  |        |        |
|  | یونان          | ۲              | آلمان          | ۱     |            |            |  |  |        |        |
|  | ۴ تیر - کی‌یف   |                | آلمان          | ۱     |            |            |  |  |        |        |
|  |                | ایتالیا        | ۲              |       |            |            |  |  |        |        |
|  | انگلستان       | ایتالیا        | ۲              | ۰ (۲) |            |            |  |  |        |        |
|  | انگلستان       |                |                | ۰ (۲) |            |            |  |  |        |        |
|  | ایتالیا        | ۰ (۴)          |                |       |            |            |  |  |        |        |
|  | ایتالیا        | ۰ (۴)          |                |       |            |            |  |  |        |        |

#### یک‌چهارم‌پایانی
| ۱ تیر، ۱۳۹۱ ۲۳:۱۵ | چک | ۰–۱         | پرتغال | ورزشگاه ملی ورشو، ورشو تماشاگران: ۵۵٬۵۹۰ داور: هاوارد وب (انگلیس) |
| ۱ تیر، ۱۳۹۱ ۲۳:۱۵ |    | رونالدو ۷۹' |        | ورزشگاه ملی ورشو، ورشو تماشاگران: ۵۵٬۵۹۰ داور: هاوارد وب (انگلیس) |
| ۱ تیر، ۱۳۹۱ ۲۳:۱۵ |    |             |        | ورزشگاه ملی ورشو، ورشو تماشاگران: ۵۵٬۵۹۰ داور: هاوارد وب (انگلیس) |

| ۲ تیر، ۱۳۹۱ ۲۳:۱۵ | آلمان                                      | ۴–۲ | یونان                                 | ورزشگاه پی‌جی‌ئی آرنا، گدانسک تماشاگران: ۳۸٬۷۵۱ داور: دامیر اسکومینا (اسلوونی) |
| ۲ تیر، ۱۳۹۱ ۲۳:۱۵ | لام ۳۹' · خدیرا ۶۱' · کلوزه ۶۸' · رویس ۷۴' |     | ساماراس ۵۵' · سالپیگیدیس ۸۹' (پنالتی) | ورزشگاه پی‌جی‌ئی آرنا، گدانسک تماشاگران: ۳۸٬۷۵۱ داور: دامیر اسکومینا (اسلوونی) |
| ۲ تیر، ۱۳۹۱ ۲۳:۱۵ |                                            |     |                                       | ورزشگاه پی‌جی‌ئی آرنا، گدانسک تماشاگران: ۳۸٬۷۵۱ داور: دامیر اسکومینا (اسلوونی) |

| ۳ تیر، ۱۳۹۱ ۲۳:۱۵ | اسپانیا                   | ۲–۰ | فرانسه | ورزشگاه دونباس آرنا، دونتسک تماشاگران: ۴۷٬۰۰۰ داور: نیکولا ریتزولی (ایتالیا) |
| ۳ تیر، ۱۳۹۱ ۲۳:۱۵ | آلونسو ۱۹' ۲+۹۰' (پنالتی) |     |        | ورزشگاه دونباس آرنا، دونتسک تماشاگران: ۴۷٬۰۰۰ داور: نیکولا ریتزولی (ایتالیا) |
| ۳ تیر، ۱۳۹۱ ۲۳:۱۵ |                           |     |        | ورزشگاه دونباس آرنا، دونتسک تماشاگران: ۴۷٬۰۰۰ داور: نیکولا ریتزولی (ایتالیا) |

| ۴ تیر، ۱۳۹۱ ۲۳:۱۵ | انگلستان | ۰–۰ (و. ا) | ایتالیا | ورزشگاه ملی المپیسکی، کی‌یف تماشاگران: ۶۴٬۳۴۰ داور: پدرو پروئنکا (پرتغال) |
| ۴ تیر، ۱۳۹۱ ۲۳:۱۵ |          |            |         | ورزشگاه ملی المپیسکی، کی‌یف تماشاگران: ۶۴٬۳۴۰ داور: پدرو پروئنکا (پرتغال) |
| ۴ تیر، ۱۳۹۱ ۲۳:۱۵ |          |            |         | ورزشگاه ملی المپیسکی، کی‌یف تماشاگران: ۶۴٬۳۴۰ داور: پدرو پروئنکا (پرتغال) |

|                           |     | پنالتی‌ها                                          |  |
| جرارد · رونی · یانگ · کول | ۲–۴ | بالوتلی · مونتولیوو · پیرلو · نوچرینو · دیامنتی · |  |

#### نیمه‌پایانی
| ۷ تیر، ۱۳۹۱ ۲۳:۱۵ | پرتغال | ۰–۰ (و. ا) | اسپانیا | ورزشگاه دونباس آرنا، دونتسک تماشاگران: ۴۸٬۰۰۰ داور: جونیت چاکیر (ترکیه) |
| ۷ تیر، ۱۳۹۱ ۲۳:۱۵ |        |            |         | ورزشگاه دونباس آرنا، دونتسک تماشاگران: ۴۸٬۰۰۰ داور: جونیت چاکیر (ترکیه) |
| ۷ تیر، ۱۳۹۱ ۲۳:۱۵ |        |            |         | ورزشگاه دونباس آرنا، دونتسک تماشاگران: ۴۸٬۰۰۰ داور: جونیت چاکیر (ترکیه) |

|                             |     | پنالتی‌ها                                  |  |
| موتینیو · پپه · نانی · آلوز | ۲–۴ | آلونسو · اینیستا · پیکه · راموس · فابرگاس |  |

| ۸ تیر، ۱۳۹۱ ۲۳:۱۵ | آلمان                | ۱–۲ | ایتالیا         | ورزشگاه ملی ورشو، ورشو تماشاگران: ۵۵٬۵۴۰ داور: استفان لنوی (فرانسه) |
| ۸ تیر، ۱۳۹۱ ۲۳:۱۵ | اوزیل ۲+۹۰' (پنالتی) |     | بالوتلی ۲۰' ۳۶' | ورزشگاه ملی ورشو، ورشو تماشاگران: ۵۵٬۵۴۰ داور: استفان لنوی (فرانسه) |
| ۸ تیر، ۱۳۹۱ ۲۳:۱۵ |                      |     |                 | ورزشگاه ملی ورشو، ورشو تماشاگران: ۵۵٬۵۴۰ داور: استفان لنوی (فرانسه) |

#### بازی پایانی
| ۱۱ تیر، ۱۳۹۱ ۲۳:۱۵ | اسپانیا                                    | ۴–۰ | ایتالیا | ورزشگاه ملی المپیسکی، کی‌یف تماشاگران: ۶۳٬۱۷۰ داور: پدرو پروئنکا (پرتغال) |
| ۱۱ تیر، ۱۳۹۱ ۲۳:۱۵ | سیلوا ۱۴' · آلبا ۴۱' · تورس ۸۴' · ماتا ۸۸' |     |         | ورزشگاه ملی المپیسکی، کی‌یف تماشاگران: ۶۳٬۱۷۰ داور: پدرو پروئنکا (پرتغال) |
| ۱۱ تیر، ۱۳۹۱ ۲۳:۱۵ |                                            |     |         | ورزشگاه ملی المپیسکی، کی‌یف تماشاگران: ۶۳٬۱۷۰ داور: پدرو پروئنکا (پرتغال) |

| قهرمان جام ملت‌های اروپا ۲۰۱۲ |
| ---------------------------- |
| · اسپانیا · سومین عنوان      |

## آمار

### گلزنان
در این دوره از رقابت‌ها، ۷۶ گل توسط ۵۴ بازیکن به ثمر رسید: ۶ بازیکن سه گل، ۱۰ بازیکن دو گل و ۳۷ بازیکن یک گل به ثمر رساندند. ۱ بازیکن نیز به عنوان زنندهٔ یک گل به خودی ثبت شد.
۳ گل
| - فرناندو تورس (آقای گل) - ماریو گومز | - کریستیانو رونالدو - ماریو بالوتلی | - آلن زاگوئف - ماریو ماندژوکیچ |

۲ گل
| - پیتر ییراچک - واتسلاف پیلاژ - نیکولاس بنتنر - مایکل کرون-دلی | - دیمیتریس سالپیگیدیس - ژابی آلونسو - سسک فابرگاس - داوید سیلوا | - زلاتان ابراهیموویچ - آندری شوچنکو |

۱ گل
| - نیکیتسا یلاویچ - اندی کارول - جولیان لسکات - وین رونی - تئو والکات - دنی ولبک - یوهان کابای - ژرمی منز - سمیر نصری - لارس بندر - لوکاس پودولسکی - سامی خدیرا - مارکو رویس | - میروسلاو کلوزه - فیلیپ لام - مسعوت اوزیل - تئوفانیس گکاس - جورجوس کاراگونیس - جورجوس ساماراس - شان سنت‌لجر - آنتونیو کاسانو - آنتونیو دی ناتاله - آندره‌آ پیرلو - رافائل فان در فارت - روبین فان پرسی - یاکوب بلاژی‌کوفسکی | - روبرت لواندوفسکی - پپه - هلدر پوستیگا - سیلوستره وارلا - رومن پاولیوچنکو - رومان شیروکوف - ژوردی آلبا - خوان ماتا - خسوس ناواس - سباستین لارسن - سباستین لارشون |

گل به خودی
- گلن جانسون (برابر سوئد )

### گل‌ها
- بیشترین تعداد گل زده توسط یک تیم: ۱۳ -  اسپانیا
- کمترین تعداد گل زده توسط یک تیم: ۰ -  جمهوری ایرلند
- بیشترین تعداد گل خورده توسط یک تیم: ۹ -  جمهوری ایرلند
- کمترین تعداد گل خورده توسط یک تیم: ۱ -  اسپانیا
- اولین گل جام:  رابرت لواندوفسکی (در دیدار مقابل یونان )
- آخرین گل جام:  خوان ماتا (در دیدار مقابل ایتالیا )
- سریع‌ترین گل در یک بازی: ۲ دقیقه و ۱۴ ثانیه -  پیتر ییراچک (در دیدار مقابل یونان )
- دیرترین گل در یک بازی: ۹۱ دقیقه و ۳۵ ثانیه -  مسعوت اوزیل (در دیدار مقابل ایتالیا )
- پر گل‌ترین بازی:

۶ گل - آلمان  4-2 یونان
- کم گل‌ترین بازی:

۰ گل - اسپانیا  0-0  پرتغال
۰ گل - ایتالیا  0-0  انگلستان
- بهترین پیروزی:

اسپانیا  4-0  ایتالیا
اسپانیا  4-0  جمهوری ایرلند

## جوایز

### آقای گل
- فرناندو تورس (۳ گل)

طبق قوانین رقابت‌ها، در شرایط تعداد گلِ زدهٔ برابر، عنوان آقای گلی به بازیکنی با بیشترین پاس گل اعطا خواهد شد و در صورتی‌که تعداد پاس‌های گل نیز مساوی باشد، بازیکنی با مدت زمان حضور کمتر در رقابت‌ها، به عنوان آقای گل شناخته می‌شود. فرناندو تورس و ماریو گومز هر دو به عنوان زنندهٔ ۳ گل و ۱ پاس گل ثبت شدند اما حضور ۱۸۹ دقیقه‌ای فرناندو تورس در مقابل ۲۸۱ دقیقه حضور ماریو گومز، وی را صاحب عنوان آقای گل و برندهٔ کفش طلای جام ملت‌های اروپا ۲۰۱۲ نمود.

## تیم منتخب یوفا
| دروازه‌بانان     | مدافعان        | هافبک‌ها       | مهاجمان            |
| جانلوئیجی بوفون | ژوردی آلبا     | ژابی آلونسو   | ماریو بالوتلی      |
| ایکر کاسیاس     | فابیو کونترائو | سرخیو بوسکتس  | سسک فابرگاس        |
| مانوئل نویر     | فیلیپ لام      | استیون جرارد  | زلاتان ابراهیموویچ |
|                 | پپه            | آندرس اینیستا | کریستیانو رونالدو  |
| جرارد پیکه      | سامی خدیرا     | داوید سیلوا   |                    |
| سرخیو راموس     | مسعوت اوزیل    |               |                    |
|                 |                | آندره‌آ پیرلو  |                    |
| دنیله د روسی    |                |               |                    |
| ژاوی            |                |               |                    |

## بازار یابی
شعار رسمی مسابقات «با هم تاریخ را می‌سازیم» در ۲۳ آذر ۱۳۸۸ به همراه لوگوی رسمی معرفی و رونمایی شد. این شعار بیانگر این است که برای نخستین بار در تاریخ قارهٔ اروپا رقابت‌های یورو ۲۰۱۲ در مرکز و شرق اروپا برگزار خواهد شد. در نماد بازی‌های یورو ۲۰۱۲ که به شکل یک گل است، دو شاخه به صورت برگ وجود دارد که نماد هر یک از دو کشور میزبان یورو ۲۰۱۲ است. در میان این دو برگ، گل این شاخه توپ فوتبال ترسیم شده‌است. شکل بصری نماد از هنر سنتی ویکینانکی که نوعی هنر برش کاغذ در نواحی روستایی اوکراین و لهستان است، گرفته شده‌است. هنر ویکینانکی نماد جانداران و گیاهان مناطق محلی این ناحیه در ادای احترام به طبیعت و رشد و باروری است.

## سمبل رسمی یورو ۲۰۱۲

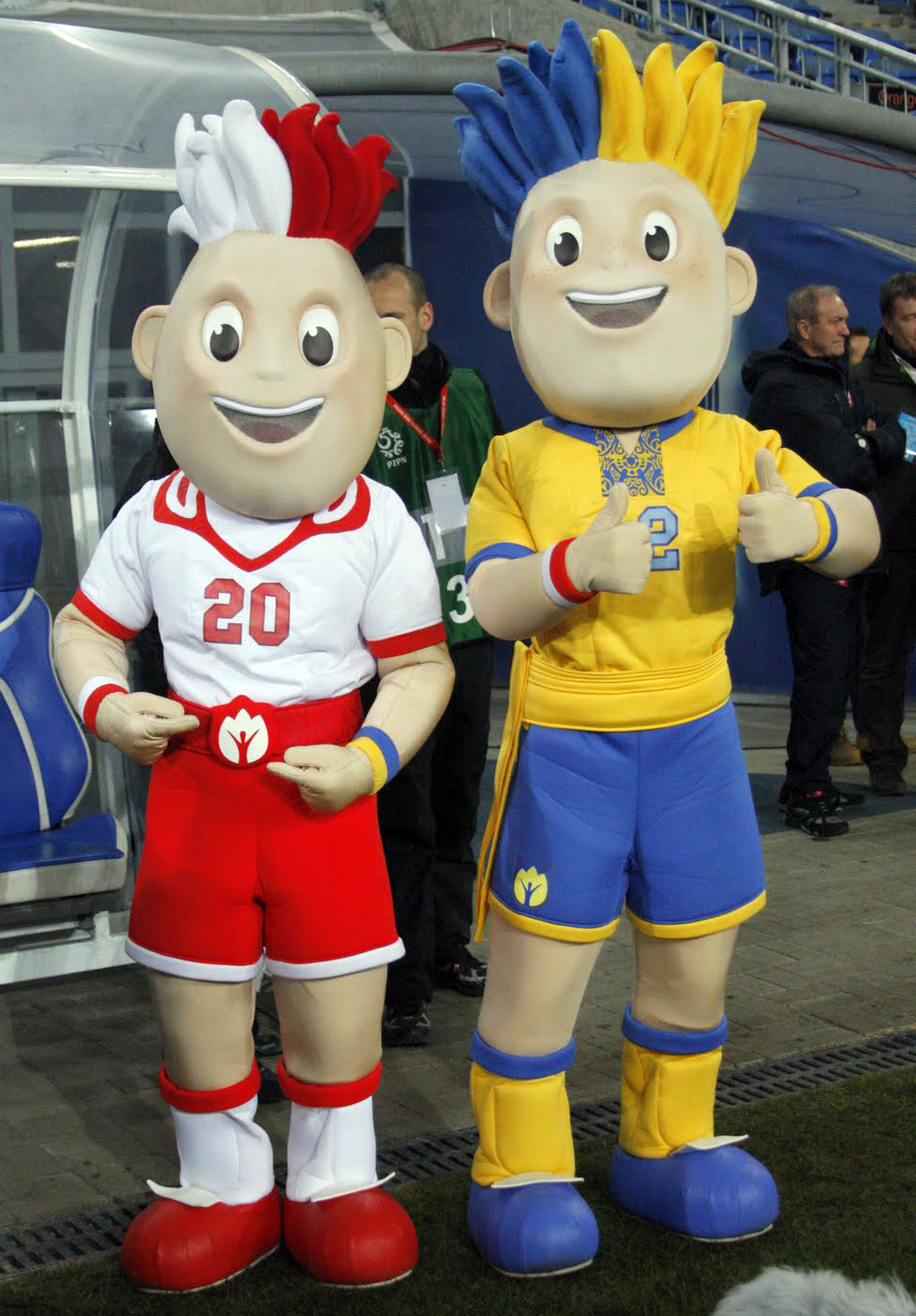
اسلاوک و اسلاوکو

سمبل رسمی این بازی‌ها به‌وسیلهٔ کمپانی برادران وارنر طراحی شده‌است. این عروسک‌ها، دوقلوهایی به نام‌های اسلاوک و اسلاوکو هستند که هرکدام لباس یکی از تیم‌های ملی لهستان و اوکراین را به تن دارند. اسامی آن‌ها از طریق نظرسنجی اینترنتی و با شرکت ۳۹٬۲۳۳ نفر و کسب ۵۶ درصد از آرا انتخاب و در دسامبر ۲۰۱۰ در شهر کی‌یف رونمایی شدند.

### توپ رسمی
آدیداس تولیدکننده توپ رسمی مسابقات است. این توپ که تانگو ۱۲ نامگذاری شده‌است در آذرماه سال ۱۳۹۰ در اوکراین و توسط سرگی بوبکا قهرمان پرش رونمایی شد. بر روی این توپ پرچم دو کشور میزبان حک شده‌است.

### موسیقی
یوفا ترانه «تابستان بی‌انتها» که توسط خواننده آلمانی اوشیانا اجرا شده‌است را به عنوان ترانهٔ رسمی یورو ۲۰۱۲ انتخاب کرده‌است. اوشیانا از مادری آلمانی و پدری فرانسوی به دنیا آمده و در هامبورگ بزرگ شده‌است. اوشیانا با ترانه «گریه گریه» در سال ۲۰۰۹ در لهستان به شهرت رسید و پس از شرکت در مسابقه تلویزیونی «رقصیدن با ستاره‌ها» به چهره‌ای شناخته شده در این کشور مبدل شد. ترانهٔ «تابستان بی‌انتها» آن گونه که این خواننده آلمانی می‌گوید در جریان ضبط آلبوم جدیدش سال گذشته در لندن متولد شد.

### حامیان مالی یورو
۱۲ شرکت و برند جزو حامیان رسمی یورو ۲۰۱۲ قرار دارند که این شرکت‌ها به این شرح است:
آدیداس، کانن، کاسترول، کوکاکولا، کانتیننتال، آرنج، هیوندای-کیا، کارلسبرگ، مک دونالد، شارپ

## تحریم مسابقات
برخی از کشورهای اروپایی در واکنش به آنچه نقض حقوق بشر در اوکراین می‌خوانند از احتمال تحریم یا عدم تماشای مسابقات در اوکراین سخن گفته‌اند. چند کشور اروپایی نیز خواستار تغییر رفتار دولت اوکراین در برابر یولیا تیموشنکو، رهبر زندانی مخالفان دولت شده‌اند. در این حال دولت اوکراین در واکنش شدید به چنین سخنانی این حرکات را مخرب و سیاسی کردن فوتبال خواند.